# Tour des Dames
Pour les articles homonymes, voir Dames (homonymie).

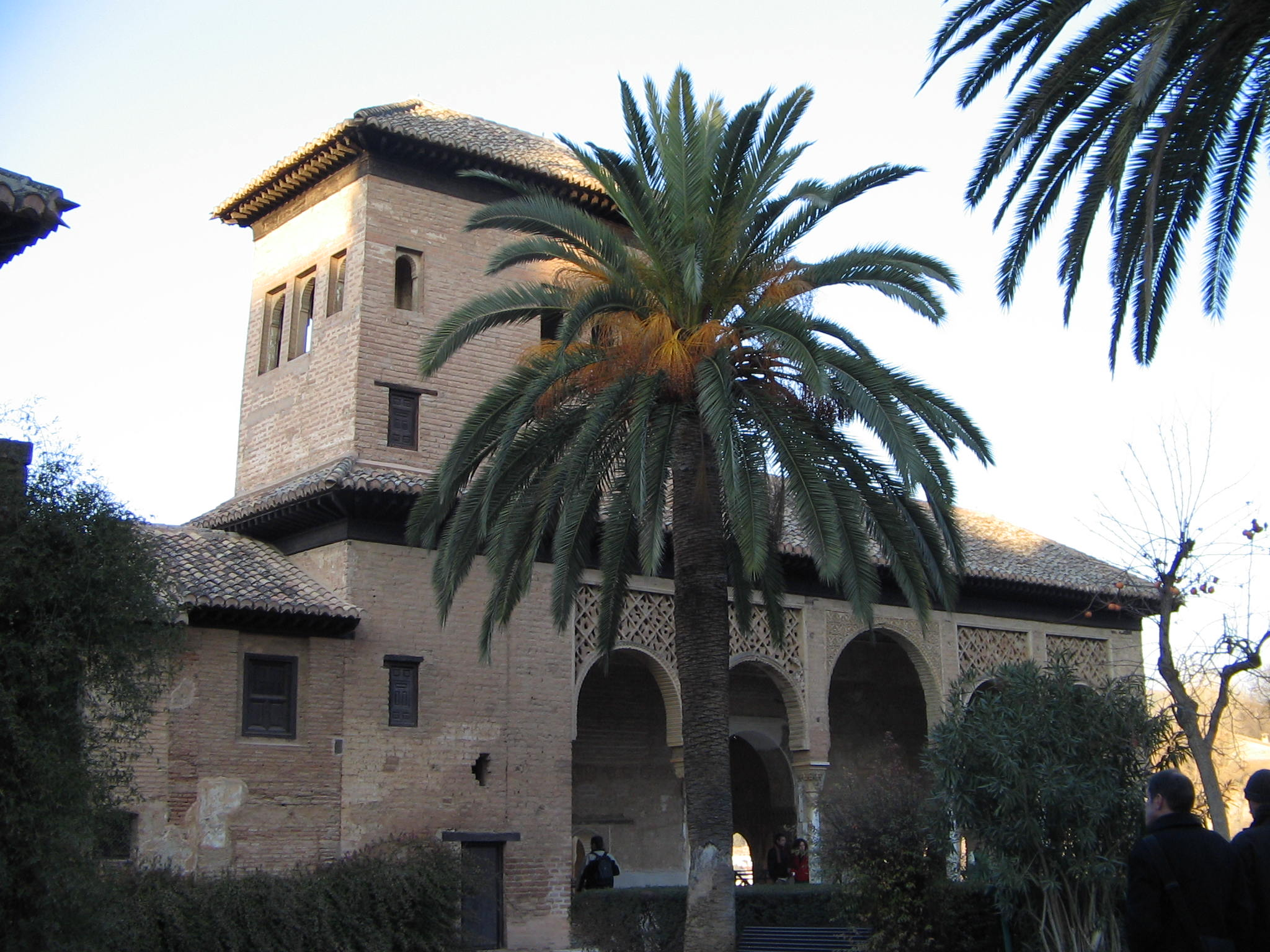
Vue d'ensemble du portique

La Tour des Dames est une des tours de l'Alhambra de Grenade, en Espagne.

## Situation
Elle se situe dans la zone des jardins du Partal. Son portique de colonnades se réfléchissant sur un bassin, expressément placé pour la vue, est particulièrement photogénique.